# Pou de poble (la Floresta)
El Pou de poble és una obra de la Floresta (Garrigues) inclosa a l'Inventari del Patrimoni Arquitectònic de Catalunya.

## Descripció
És un pou d'aigua, avui ja en desús, situat prop del castell i tocant al pou de gel. Serví durant molt de temps per abastir d'aigua a la població. A l'interior, adossat al pou pròpiament dit, hi ha una gran volta de canó, revestida de pedres. S'hi accedeix per unes escales i és per a poder agafar l'aigua directament tot i que actualment l'accés a la volta està tapat.
El pou està fet amb grans carreus semicirculars. Exteriorment destaquen les pedres de suport de la corriola: dues de verticals i una central corbada; blocs massissos ben treballats i perfectament encaixats entre si. Pel seu voltants hi ha piques de pedra.

## Història
Popularment es creu que data de l'època de la dominació àrab (713- 1213). No està documentat, però, fins al segle xiv.